# Шуазёль дю Плесси-Прален, Шарль
Шарль де Шуазёль дю Плесси-Прален (фр. Charles de Choiseul du Plessis-Praslin; ум. 15 декабря 1650, Бланмон, Арденны), граф д'Отель (Hostel) — французский генерал.

## Биография
Сын маршала Франции герцога Сезара де Шуазёля дю Плесси-Пралена и Коломб Лешаррон.
Полковник пехотного полка Плесси-Пралена (позднее Пуатвинского), переданного ему отцом (4.02.1643). Командовал им при осадах Асти и Трани, взятии моста через Стуру (1643), взятии Сантьи в Миланском герцогстве (1644)  осаде и взятии Росаса в Каталонии (1645), Пьомбино и Порто-Лонгоне в Области Президий (1646).
Кампмаршал (23.04.1647), продолжал коиандовать полком в Лангедоке, участвовал в деблокировании Казале, битве под Кремоной и ее осаде, которую французы были вынуждены снять в октябре. Во время борьбы двора с Фрондой в конце 1648 — начале 1649 года участвовал в блокаде Парижа.
В 1650 году под командованием отца воевал в Пикардии и Шампани против испанской армии и фрондеров виконта Тюренна, участвовал в деблокировании Гюиза. Командовал полком в Ретельском сражении и погиб в самом начале боя, став одним из четырех генералов, которых в тот день потеряла королевская армия. Был холост. Поскольку второй сын маршала дю Плесси-Пралена Сезар погиб еще в 1648 году в Кремонском сражении, принадлежавший семье полк перешел к третьему сыну Александру.